# Hylemeridia
Hylemeridia is een geslacht van vlinders van de familie spanners (Geometridae), uit de onderfamilie Ennominae.

## Soorten
- H. eurema (Plötz, 1880)
- H. majuscula Prout, 1915
- H. nigricosta Prout, 1915